# Inmarsat

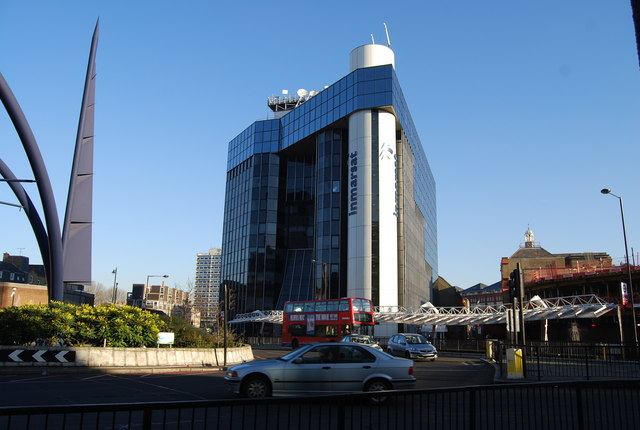
Siège d'Inmarsat à Londres.

Inmarsat (pour INternational MARitime SATellite organisation) est une société britannique du secteur des télécommunications spécialisée dans la téléphonie par satellite. Inmarsat est  fondée en 1979 sous la forme d'une organisation internationale avant d'être privatisée en avril 1999. Inmarsat exploite 11 satellites, assurant les fonctions téléphonie, données, télex et télécopie par l'intermédiaire de 37 stations terrestres. Il reste à l'heure actuelle[Quand ?] des satellites de trois générations en opération : Inmarsat 3 (quatre satellites), Inmarsat 4 (quatre satellites) et Inmarsat 5 (cinq satellites).
Le système Inmarsat utilise des satellites géostationnaires, il offre des systèmes qui sont approuvés pour le SMDSM, mais aussi d'autres non approuvés pour ce système mais facilitant les communications commerciales et privées. Il est composé de : satellites, stations terrestres (LES et LESO), stations mobiles (MES). Il fournit aux stations mobiles un confort de communication proche de celui à terre, chaque système ayant ses particularités et son coût. Plusieurs types de prestation sont commercialisés : A (analogique), B (premier système numérique), C (version miniaturisée n'assurant pas la voix) et Mini-C, D+ (version miniaturisée conçue principalement pour les alertes), M et Mini-M,* ClassicAero, GAN, * BGAN (Pour stations mobiles autres que maritimes).

## Historique

### Création d'INMARSAT (1976)
Dès le début de l'ère spatiale l'apport des satellites dans le domaine des communications entre les navires et le sol et dans la prévention et la gestion des sinistres en mer est identifié. INTELSAT, première organisation  internationale créée pour mettre en place et gérer les communications spatiales n'est pas retenue pour assumer ce rôle car elle ne comprend pas parmi ses membres certaines nations maritimes comme l'Union soviétique et plus généralement les pays communistes. L’Organisation Maritime Internationale lance en 1966 une étude sur le sujet et crée finalent en 1976 l'Organisation satellite maritime internationale abrégée en anglais INMARSAT (pour  International maritime satellite organization) destinée à prendre en charge ce service. Chaque pays membre de la nouvelle organisation verse une contribution destinée à créer l'infrastructure terrestre et spatiale et gérer l'ensemble du système. Les principaux contributeurs sont les États-Unis (17 %), le Royaume-Uni (12 %), l'Union soviétique (11 %). La France participe à hauteur de 3,5 %. La convention qui régit INMARSAT fixe comme objectif principal l'amélioration des communications maritimes avec comme finalité principale l'amélioration de la sureté de la vie en mer et la gestion des situations de détresse. INMARSAT a le statut d'une organisation intergouvernementale exerçant des activités commerciales.

### Mise en place de l'infrastructure (1982-1992)
À ses débuts Inmarsat reprend des infrastructures existantes. En février 1982 l'organisation prend en gestion les trois satellites de télécommunications américains Marisat, mis en orbite en 1976, qui avaient été développés pour répondre aux besoins de la Marine de guerre américaine mais également avec l'objectif de répondre à l'évolution des besoins de la marine marchande. Ces moyens sont complétés par deux satellites Marecs développés par l'Agence spatiale européenne et placés en orbite en 1981 et 1984 ainsi que par la location de trois équipements de transmission dédiés aux communications maritimes embarqués à bord de satellites de l'organisation INTELSAT. Au début des années 1990, INMARSAT commence à utiliser ses propres satellites avec la série des 4 satellites Inmarsat-2 placés en orbite entre 1990 et 1992. Le lancement de ces satellites s'accompagne de la mise au point de standards. Inmarsat adopte le standard général  SES (Ship Earth Station) développé pour les Marisat. Pour les terminaux embarqués il développe le standard A qui nécessite une antenne parabolique de 1 mètre de diamètre pointée vers le satellite ce qui limite son embarquement aux navires de grande dimension. Ce standard autorise les services de phonie, fax, télex et de transmission de données via un modem. Le standard C introduit en 1990 utilise une petite antenne non pointée ce qui permet d'embarquer le terminal sur des navires de faible tonnage. En contrepartie ce standard ne permet pas la phonie et le débit des données et des messages est faible. Par la suite de nouveaux standards sont développés (M, GAN, BGAN) permettant une réduction progressive de la taille des terminaux.

### Le réseau de téléphonie mobile ICO (1995)
Dans la seconde moitié des années 1990, porté par des innovations techniques, le monde des télécommunications entre en effervescence, et montre les prémices de la bulle internet. De nombreux projets de télécommunications spatiales sont lancés dont le plus emblématique est le réseau Iridium reposant sur une constellation de 66 satellites circulant en orbite basse. Les membres de l'organisation Inmarsat décident de lancer une constellation de 12 satellites (dont 2 en réserve) en orbite moyenne pour créer un réseau de téléphonie mobile utilisable avec des téléphones portables de petite taille. La société ICO Global Communications (en) créée début 1995 pour mettre sur pied et gérer ce nouveau système de télécommunication est détenu à hauteur de 10,2 % par Inmarsat et pour le reste du capital en majorité par les  79 membres de l'organisation. Les fonds levés sont considérables : 4,6 milliards US$. Mais le projet se révèle trop ambitieux. Dès 1999, avant même le lancement du premier satellite, la société est en faillite et doit trouver un repreneur. Inmarsat se désengage complètement de ICO lorsque celle-ci est restructurée.

### Privatisation (1999)
Comme les autres organisations de télécommunications spatiales créées dans un esprit de service public (Intelsat et Eutelsat) Inmarsat se trouve confronté à la fin des années 1990 avec la maturation de ce secteur qui entraine une concurrence accrue et à la réticence des pays membres à participer aux investissements nécessaires pour accompagner la croissance. En avril 1999 Inmarsat est privatisé. Pour que les missions de service public soient maintenues  (en particulier la gestion des détresses en mer), l'ancienne organisation donne naissance à deux entités qui ont toutes les deux leur siège à Londres : l'Organisation internationale de télécommunications mobiles par satellite (IMSO) garantit l'application de l'accord de Services Publics qui est passé avec Inmarst Ltd  société commerciale chargée de faire vivre le réseau. Inmarsat est cotée à la Bourse de Londres et fait partie de l'indice FTSE 250.
Le 8 novembre 2021, la société américaine Viasat annonce son achat pour 7,3 milliards de dollars américains,..

## Architecture technique

Couverture satellite Inmarsat-3

## Le segment spatial
Inmarsat exploite exclusivement des satellites en orbite géostationnaire, c’est-à-dire qui se déplacent exactement à la même vitesse de rotation que la terre.

### Marisat (lancement: 1976)
La série des Marisat comprend 3 satellites de télécommunications géostationnaires spinnés développés par Hughes pour répondre à une commande passée par l'opérateur de satellites  Comsat. Chaque satellite d'une masse 665 kg (362 kg sans le moteur d'apogée)  et emporte 1 transpondeur  fonctionnant en bande L, 1 transpondeur fonctionnant en bande C et 3 transpondeurs en bande UHF. Il s'agit des premiers satellites dédiés aux communications entre les navires et les utilisateurs situés sur terre. Utilisé initialement par la Marine de guerre américaine et la marine marchande américaine, ils sont cédés à compter de 1982 à l'organisation Inmarsat.

### MARECS (1981-1984)
Les 3 satellites de la série MARECS sont développés par l'Agence spatiale européenne. Chaque satellite a une masse de 1 060 kg et a des dimensions de 2,3 × 3,1 × 1,8 m au lancement et une envergure de 3,8 mètres une fois les panneaux solaires déployés. Le satellite utilise une plateforme ECS stabilisée 3 axes avec une précision de 0,2° en utilisant des roues de réaction et des propulseurs fonctionnant à l'hydrazine. Les panneaux solaires orientables fournissent 995 watts en début de mission et l'énergie générée est stockée dans deux batteries nickel-cadmium. La plateforme est développée par le constructeur principal du satellite British Aerospace. Le moteur d'apogée utilisé est de type Star-30B pour les deux premiers satellites et Mage-2 pour le troisième. Il emporte 3 répétiteurs pour les liaisons terre-navire, navire-terre et terre-terre avec 35 canaux. La charge utile du satellite dispose d'une antenne parabolique de 2 mètres de diamètre fonctionnant en bande L et de deux cornets (un pour l'émission et un pour la réception).

### Inmarsat-2 (1990-1992)
La série Inmarsat-2 comprend 4 satellites de télécommunications géostationnaires stabilisés 3 axes développés par Matra Marconi (en) de type Eurostar-1000. Chaque satellite d'une masse 1,31 tonne emporte 6 transpondeurs fonctionnant en bande L et 2 transpondeurs fonctionnant en bande C.

### Inmarsat-3 (1996-1998)

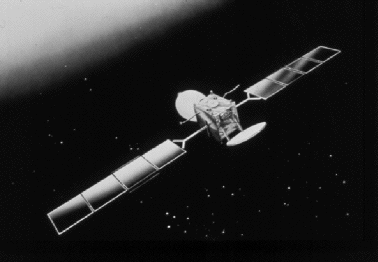
Vue d'artiste d'un satellite Inmarsat-3

La série Inmarsat-3 comprend 5 satellites de télécommunications géostationnaires stabilisés sur 3 axes développés par Lockheed Martin Astro Space avec une charge utile fournie par Matra Marconi Space. Chaque satellite d'une masse de 2 tonnes emporte 33 transpondeurs fonctionnant en bande L.

### Inmarsat-4 (2005-2013)
La série Inmarsat-4 comprend 3 satellites de télécommunications géostationnaires stabilisés 3 axes développés par Astrium   de type Eurostar-3000GM. Chaque satellite a une masse 5,96 tonnes emporte des transpondeurs en bande Ka ainsi qu'une charge utile WAAS pour améliorer la précision du système de navigation GPS. Cette série a permis la mise en service du service à haut débit B-GAN (Broadband Global Area Network). La série comprend un quatrième satellite Inmarsat-4A F4 expérimental (Alphasat) de 6,7 tonnes développé pour valider de nouvelles technologies spatiales dont un réflecteur de 12 mètres de diamètre et un système de communications par laser.

### Inmarsat-5 (2013-2019)
La constellation Inmarsat-5 comprend 4 satellites de télécommunications géostationnaires stabilisés sur 3 axes (F1, F2, F3, F4) développés par Boeing de type BSS-702HP (en) et un satellite (F5) développé par Thales Alenia Space de type Spacebus 4000 B2. Chaque satellite Boeing d'une masse 6,07 tonnes (3,75 tonnes sans le moteur d'apogée) emporte 89 transpondeurs fonctionnant en bande Ka. Les panneaux solaires fournissent 15 kW en début de vie. La commande passée en août 2010 représente un coût de 1 milliard de dollars américains. Un quatrième satellite est commandé en octobre 2013, et lancé le 15 mai 2017. Le satellite Inmarsat 5 F5 est doté d'une capacité équivalente au reste de la constellation Inmarsat 5 .

### Inmarsat-6
Deux satellites de la série Inmarsat-6 sont commandés auprès du constructeur européen Airbus Defence and Space (anciennement Astrium). Ils sont lancés en 2021 et 2023. Chaque satellite dispose d'une antenne de 9 mètres de diamètre en bande L et de 9 antennes multi-faisceaux en bande Ka permettant de gérer 8 000 communications simultanées. Le satellite utilise une propulsion électrique Snecma PPS-5000 pour rejoindre son orbite géostationnaire.

### Historique des lancements
| Satellite            | Date de lancement | Longitude                  | Couverture                      | Lanceur         | Identifiant Cospar | Statut                                     |
| -------------------- | ----------------- | -------------------------- | ------------------------------- | --------------- | ------------------ | ------------------------------------------ |
| Série Marisat        |                   |                            |                                 |                 |                    |                                            |
| Marisat F1           | 19 février 1976   | 15° O (⇒1980) puis 106° O  | Europe puis Amérique            | Delta 2914      | 1976-017A          | Retiré du service en 1997                  |
| Marisat F2           | 10 juin 1976      | 176° E (⇒1991) puis 178° O |                                 | Delta 2914      | 1976-053A          | Retiré du service en 2008                  |
| Marisat F3           | 24 octobre 1976   | 72,5° E                    |                                 | Delta 2914      | 1976-101A          | Retiré du service à la fin des années 1990 |
| Série MARECS         |                   |                            |                                 |                 |                    |                                            |
| Marecs-1             | 20 décembre 1981  |                            |                                 | Ariane 1        | 1981-122A          |                                            |
| Marecs-2             | 9 septembre 1982  |                            |                                 | Ariane 1        |                    | Échec                                      |
| Marecs-3             | 10 novembre 1984  |                            |                                 | Ariane 1        | 1984-114B          |                                            |
| Série Inmarsat-2     |                   |                            |                                 |                 |                    |                                            |
| Inmarsat-2 F1        | 30 octobre 1990   |                            |                                 | Delta II 6925   | 1990-093A          | Retiré du service en avril 2014            |
| Inmarsat-2 F2        | 8 mars 1991       | 143°                       |                                 | Delta II 6925   | 1991-018A          | Retiré du service en décembre 2014         |
| Inmarsat-2 F3        | 16 décembre 1991  |                            |                                 | Ariane 44L      | 1991-084B          | Retiré du service en 2006                  |
| Inmarsat-2 F4        | 15 avril 1992     |                            |                                 | Ariane 44L      | 1992-021B          | Retiré du service en 2012                  |
| Série Inmarsat-3     |                   |                            |                                 |                 |                    |                                            |
| Inmarsat-3 F1        | 3 avril 1996      | 64,5° E                    | Océan Indien                    | Atlas IIA       | 1996-020A          |                                            |
| Inmarsat-3 F2        | 6 septembre 1996  | 15,5° O                    | Océan Atlantique Est            | Proton K/DM1    | 1996-053A          |                                            |
| Inmarsat-3 F3        | 18 décembre 1996  | 178,2° E                   | Océan Pacifique                 | Atlas IIA       | 1996-070A          |                                            |
| Inmarsat-3 F4        | 3 juin 1997       | 54° O                      | Océan Atlantique Ouest          | Ariane 44L      | 1997-027A          |                                            |
| Inmarsat-3 F5        | 4 février 1998    | 24,6° E                    | Europe - Moyen-Orient - Afrique | Ariane 44LP     | 1998-006B          | Capacité limitée                           |
| Série Inmarsat-4     |                   |                            |                                 |                 |                    |                                            |
| Inmarsat-4 F1        | 11 mars 2005      | 143,5° E                   | Asie - Pacifique                | Atlas V 431     | 2005-009A          |                                            |
| Inmarsat-4 F2        | 11 mars 2005      | 64,4° E                    | Europe - Moyen-Orient - Afrique | Zenit-3SL       | 2005-044A          |                                            |
| Inmarsat-4 F3        | 11 mars 2005      | 98° O                      | Amérique                        | Proton M/Briz-M | 2008-039A          |                                            |
| Inmarsat-4A F4       | 11 mars 2005      | 24,8° E                    | Europe - Moyen-Orient - Afrique | Ariane 5 ECA    | 1981-122A          |                                            |
| Série Inmarsat-5     |                   |                            |                                 |                 |                    |                                            |
| Inmarsat-5 F1        | 8 décembre 2013   | 62,2° E                    | Europe - Moyen-Orient - Afrique | Proton M/Briz-M | 2013-073A          |                                            |
| Inmarsat-5 F2        | 2 février 2015    | 55° O                      | Amérique                        | Proton M/Briz-M | 2015-005A          |                                            |
| Inmarsat-5 F3        | 28 aout 2015      | 179,7° E                   | Océan Pacifique                 | Proton M/Briz-M | 2015-042A          |                                            |
| Inmarsat-5 F4        | 15 mai 2017       | 56.5° E                    | Europe                          | Falcon 9        | 2017-025A          |                                            |
| Inmarsat-5 F5        | 26 novembre 2019  | 11° E                      | Europe et Moyen Orient          | Ariane 5 ECA    | 2019-080B          |                                            |
| Série Inmarsat-6     |                   |                            |                                 |                 |                    |                                            |
| Inmarsat-6 F1        | 22 décembre 2021  |                            |                                 | H-IIA           | 2021-128A          |                                            |
| Inmarsat-6 F2        | 18 février 2023   |                            |                                 | Falcon 9        | 2023-022A          |                                            |
| Lancements planifiés |                   |                            |                                 |                 |                    |                                            |
| Inmarsat-7 F1        | 2023              |                            |                                 |                 |                    |                                            |
| Inmarsat-7 F2        | ?                 |                            |                                 |                 |                    |                                            |
| Inmarsat-7 F3        | ?                 |                            |                                 |                 |                    |                                            |

## Le segment terrestre
Le segment terrestre comprend un réseau global de LES (Land Earth Station), de NCS (Network Coordination Station), et de NOC (Network Operation Center).
Les LES, réparties dans le monde entier, sont en contact avec les satellites et avec le réseau de télécommunication terrestre. Elles forment le lien. Chaque système (A, B, C etc.) a son réseau particulier de LES. Les NOC  (une principale et une réserve par région) coordonnent le trafic.

## Segments de clientèle

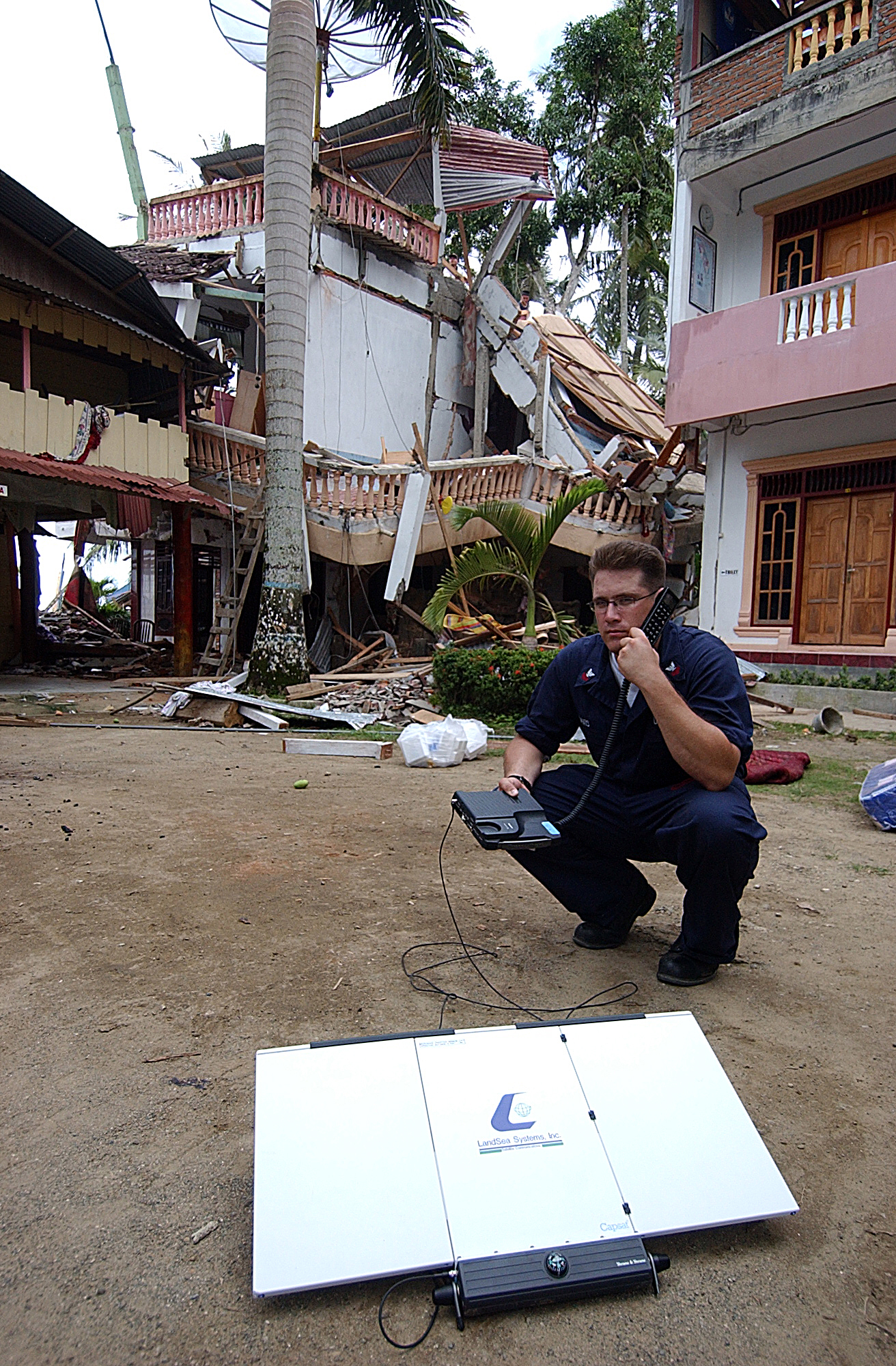
Téléphone satellite Inmarsat

Il s'agit des stations mobiles terrestres, émetteurs récepteurs : Avions, Navires, etc.

## Équipements et standards

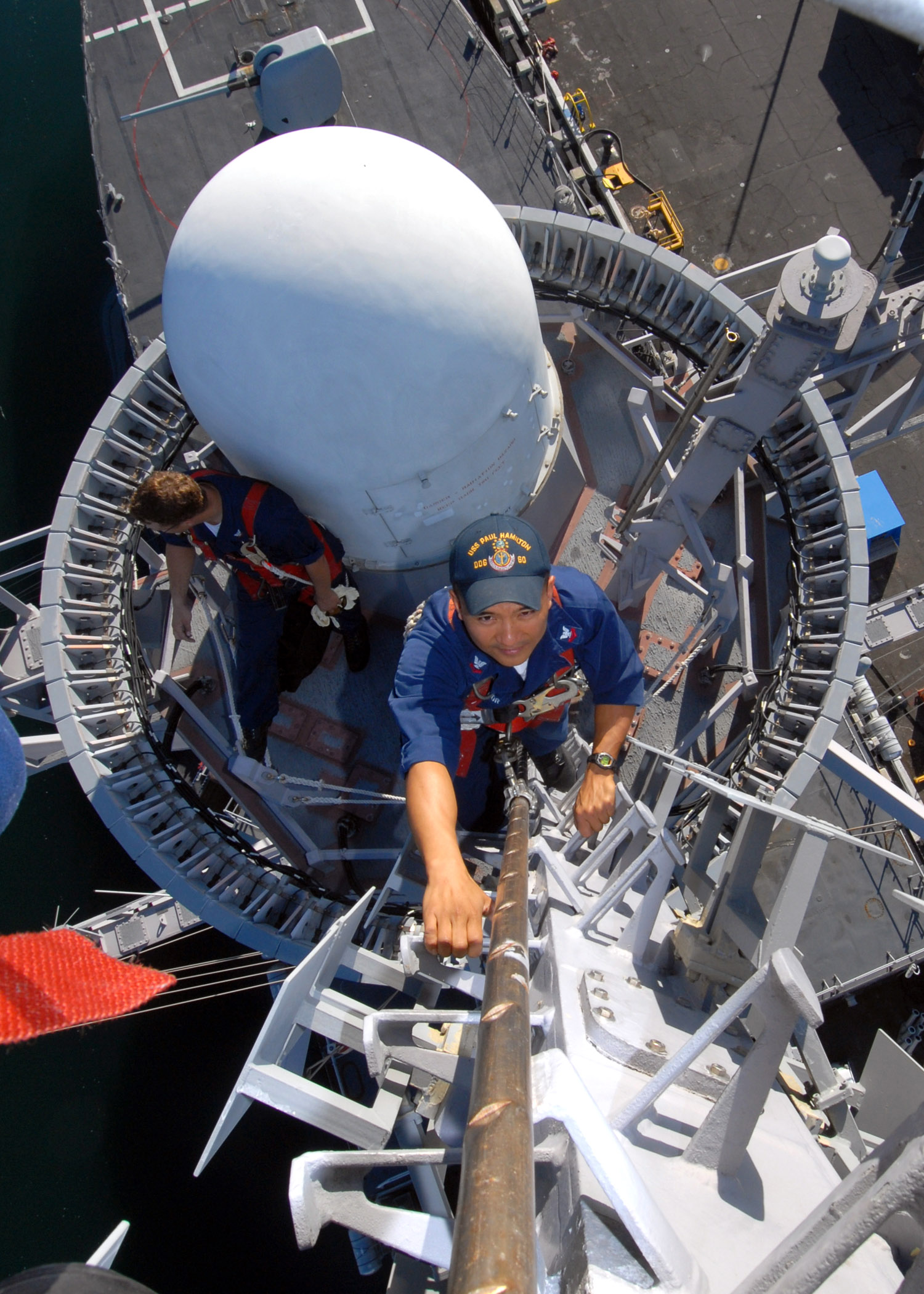
Antenne Inmarsat sur un navire de guerre américain.

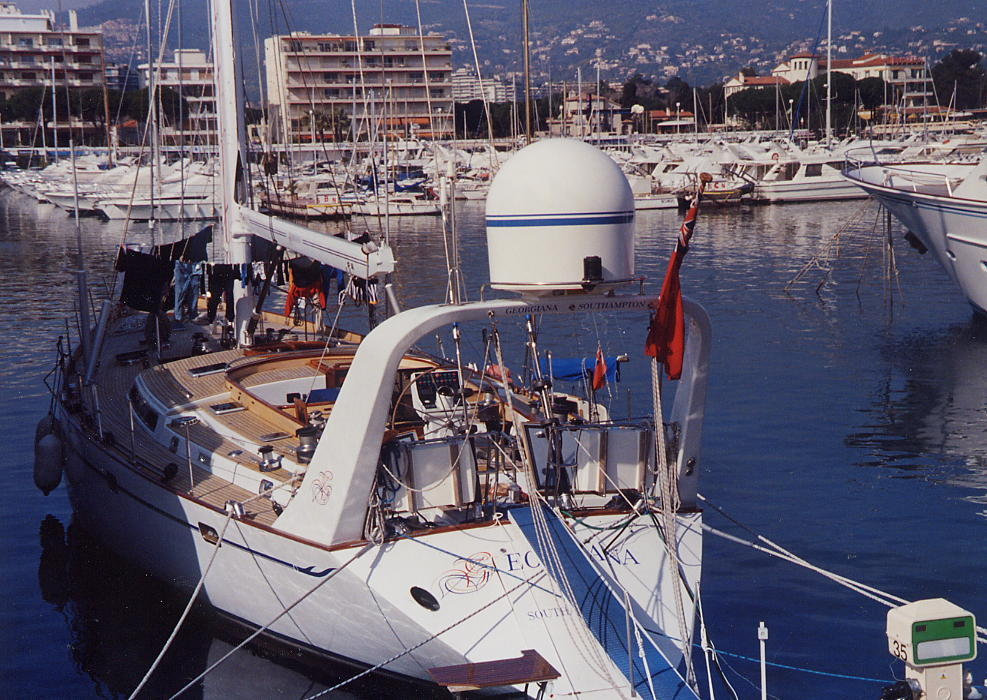
Antenne Inmarsat sur un voilier.

### Système A
Le plus ancien, il a été supprimé le 31 décembre 2007. Il consistait en une antenne parabolique directionnelle stabilisée et une unité centrale, couplée généralement à un ordinateur, un combiné téléphonique et un facsimilé. Il était également fourni avec un système de génération d'alerte de détresse.

### Système B
Haute qualité il a bénéficié de l'expérience du système A.
Inmarsat B a été le premier service de télécommunication numérique maritime, lancé en 1993. Il transmet phonie, telex, fac-simile et données à des vitesses allant de 9,6 kbit/s à 64 kbit/s, il est compatible SMDSM.
Applications : données, Internet, messagerie électronique, fac-simile, SMS texte, phonie, vidéoconférence, prévisions météo, télémédecine, SMDSM

### Système C
Petit, beaucoup moins cher, mais ne possède pas de possibilité de téléphonie. Vitesse limitée à 600 bit/s, son antenne est omnidirectionnelle et de petite taille. Il inclut une carte de positionnement par satellite.
Inmarsat C est le plus petit système conforme au système mondial de détresse et de sécurité en mer.
Applications : messagerie électronique, routage fax et télex, SMS texte, information de sécurité, SMDSM, Safetynet et Fleetnet

### Système Mini-C
Le système est très petit et a une consommation électrique très faible, il cible les petits navires. Il est compatible avec le dernier système SSAS qui concerne l'alerte silencieuse en cas de piraterie.
Applications : messagerie électronique, routage fax et télex, SMS texte, Safetynet et Fleetnet

### Système D+
Inmarsat D+ est le dernier petit système sorti. Il inclut un système de positionnement par satellite et est étudié principalement pour le SSAS
Applications : données, SSAS

### Système M
Inmarsat M fournit la voix et une vitesse de 2,4 kbit/s, son antenne est de taille moyenne.
Applications :  données, phonie, fac-simile

### Système mini-M
C'est le plus petit système qui offre voix, fax et data à une vitesse allant jusqu'à  2,4 kbit/s, sa couverture mondiale n'est pas complète. La transmission de la voix, bien que compressée, est de qualité moyenne.
Applications :  données, messagerie électronique, phonie, fac-simile, télémédecine 

### Système ClassicAero
C'est un système réservé au monde aéronautique. Il fournit des services de téléphonie et de données bas débit à bord des aéronefs.
Le système fournit plusieurs niveaux de priorité ce qui lui vaut d'être certifié par les autorités aériennes (ICAO) pour les communications d'urgence du cockpit.
Un système ClassicAero peut fournir jusqu'à 7 canaux.
Un des canaux est systématiquement utilisé pour l'enregistrement du terminal au réseau satellite.
Les autres canaux peuvent être utilisés au choix pour passer un appel voix, ou pour transmettre des données à bas débit, la plupart du temps pour le système ACARS, lorsque l'avion est hors de portée du réseau VHF.
C'est le système qui est utilisé par la plupart des téléphones qui sont disponibles en cabine dans les avions de ligne.
Le système se décline en 4 types selon l'installation (principalement le type d'antenne) :
- Aero-L : Antenne Low-Gain, pas de voix, données jusqu'à 1,2kb/s
- Aero-I : Antenne Intermediate-Gain, multiples canaux voix et données jusqu'à 4,8kb/s
- Aero-H : Antenne High-Gain, multiples canaux voix et données jusqu'à 10,5kb/s
- Aero-H+ : Comme Aero-H mais à cout moindre, car utilise des ressources satellites locales alors qu'Aero-H utilise une ressource globale

Le service ClassicAero est fourni par les satellites I-3 et aussi par les satellites I-4, soit un total de 7 satellites.
L'identifiant d'un terminal ClassicAero est directement dérivé de l'immatriculation de l'avion (plus précisément son code ICAO, ou Mode-S) sous sa forme octale. Le numéro de téléphone permettant de joindre un terminal ClassicAero est également directement dérivé de cet identifiant. Ainsi, il est possible d'appeler tout avion équipé d'un système ClassicAero en composant le numéro :
```
+870 5 <code ICAO en octal>
```

### Système GAN
Le système GAN fournit 3 principaux services :
- Téléphonie : possibilité de passer des appels voix du même type que ceux du système mini-M
- Mobile ISDN : le système fournit une liaison de type ISDN (64kb/s full duplex garantis) permettant de passer des appels voix de haute qualité ou des appels données via un modem ISDN
- Mobile Packet Data : souvent appelé MPDS, ce service fournit un canal de données à débit partagé de 64kb/s.

Le service GAN est fourni uniquement par les satellites I-3, soit un total de 4 satellites.
Le système GAN possède plusieurs dénominations commerciales :

#### GAN ou M4
C'est le nom du service lorsqu'il est appliqué à des terminaux terrestres mobiles. Principalement utilisés par les militaires et les journalistes ayant besoin de communiquer sans dépendre d'infrastructures locales. Les terminaux GAN se présentent sous la forme d'un assez gros téléphone avec sa base, accompagné d'une antenne et fonctionnant avec une batterie.

#### Système Fleet F77
Ce système est la plus complète des solutions basées sur GAN pour le marché maritime. C'est le premier qui fournisse 4 niveaux de priorité d'appels : Détresse (P3) – Urgence (P2) – Sécurité (P1) – Routine (P0). Les autorités SAR peuvent à travers ce système joindre une station mobile même si cette dernière est déjà en communication en niveau "routine".
Sa vitesse de transfert est de 128 kbit/s.
Applications : données, Internet, messagerie électronique, fac-simile, SMS texte, phonie, vidéoconférence, prévisions météo, télémédecine, SMDSM

#### Fleet F55
Ce système est également destiné au marché maritime.
C'est une réduction du F77, son antenne est de plus petite dimension, non approuvé SMDSM. La vitesse est limitée à 64 kbit/s.
Applications : données, Internet, messagerie électronique, fac-simile, SMS texte, phonie, vidéoconférence, prévisions météo, télémédecine

#### Fleet F33
Ce système est également destiné au marché maritime.
C'est une deuxième réduction de F77, la vitesse est réduite à 9,6 kbit/s. L'équipement diminue en taille, que ce soit l'antenne ou l'équipement de passerelle. Non approuvé SMDSM.
Applications :  données, Internet, messagerie électronique, fac-simile, SMS texte, phonie, vidéoconférence, prévisions météo, télémédecine

#### Swift64
Swift64 est le nom de la technique Inmarsat GAN pour le marché aéronautique. Il fournit un canal circuit de 64kb/s. Inmarsat autorise jusqu'à 4 canaux Swift64 par aéronef, ce qui permet des connexions ISDN agrégées jusqu'à 256kb/s.
Applications : données, Internet, phonie, fax
Compte tenu du coût élevé, ce système n'est pas utilisé sur les avions de ligne, et reste plutôt réservé à l'aviation d'affaires et aux militaires.

### Système BGAN

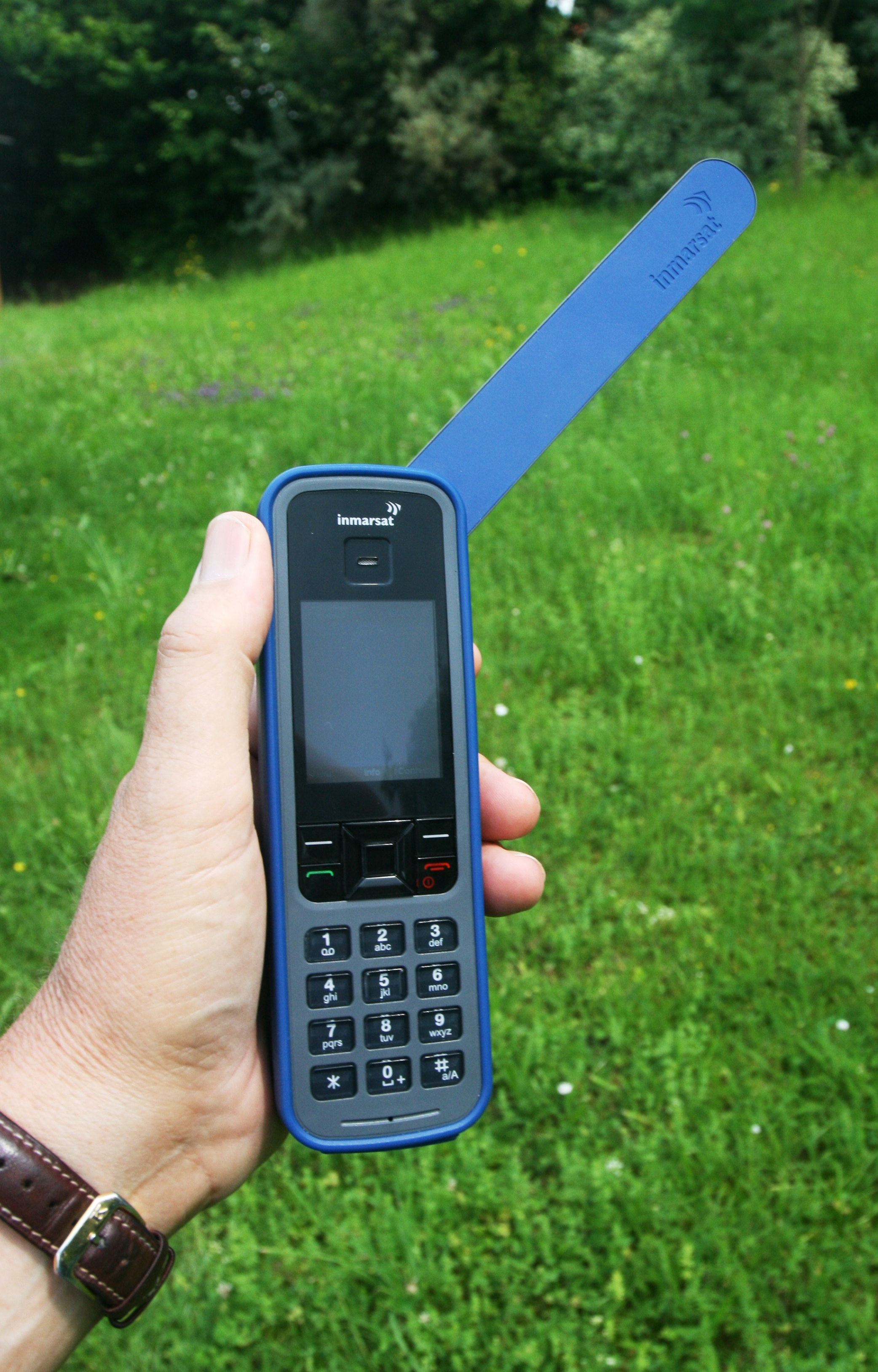
téléphone Isatphone commercialisé par Inmarsat.

Ce système représente la dernière génération mise en service par Inmarsat. Il s'agit d'un réseau beaucoup plus orienté IP que les services précédents.
Il fournit le même type de services que le GAN, mais la partie Mobile Packet Data est très différente puisqu'au lieu d'un simple canal partagé de 64kb/s, BGAN propose 432kb/s par canal, que l'on peut utiliser au choix en mode Background (débit partagé entre les terminaux, facturation au volume) ou en mode Streaming (débit garanti, facturation à la durée). Ce réseau s'inspire très fortement des principes des réseaux GSM 3G.
Le service BGAN est fourni uniquement par les satellites I-4, soit un total de trois satellites.
Tout comme pour GAN, il existe différentes appellations selon l'usage :

#### BGAN
En plus d'être le nom de la technologie, BGAN est également le nom commercial utilisé pour les terminaux mobiles terrestres.

#### FleetBroadband
FleetBroadband est le nom commercial de la technologie BGAN lorsqu'elle est mise en œuvre dans le domaine maritime.

#### SwiftBroadband
SwiftBroadband est le nom commercial de la technologie BGAN lorsqu'elle est mise en œuvre dans le domaine aéronautique.

## Usages notables

### MH370
En mars 2014, l'avion de ligne MH370, de la Malaysia Airlines, disparaît. L'enquête menée révèlera que plusieurs heures après sa disparition, l'appareil aura une communication très brève mais certaine avec l'opérateur satellite Inmarsat, que la compagnie utilise sur ses appareils. Les anciens ingénieurs satellitaires et pilotes Jean-Luc Marchand et Patrick Blelly indiqueront que l'enquête révèle qu'en plus de la communication informatique entre le satcom (l'appareil qui gère la connexion satellite sur l'avion) et Inmarsat, la compagnie est parvenue à faire sonner le téléphone satellite de l'avion, lors de cette brève communication, plusieurs heures après sa disparition des écrans.

### Attaques d'ambassades américaines
Deux ambassades américaines, celles de Nairobi (Kenya) et de Dar es Salaam (Tanzanie) sont attaquées par des attentats orchestrés par Al-Qaïda, à l'instruction d'Oussama Ben Laden. L'enquête américaine révèlera qu'il s'est coordonné avec les terroristes en utilisant un téléphone satellite Mini-M du réseau Inmarsat, acquis par un proche à Londres pour 10 000 USD à 15 000 USD, en 1996. Il s'en servira pendant presque trois ans, effectuant 900 appels, avant de comprendre, par coupure de presse, que la CIA l'écoute. Son numéro  était le 00-873-682505331 (00 pour l'international, 873 pour le satellite couvrant la zone de l'océan Indien, 682505331 pour la ligne) et a été révélé lors du procès sur les attaques à la bombe de l'ambassade américaine au Kenya. Son téléphone était décrit comme à la taille et l'apparence d'un ordinateur portable (page 5).